# Zootropio

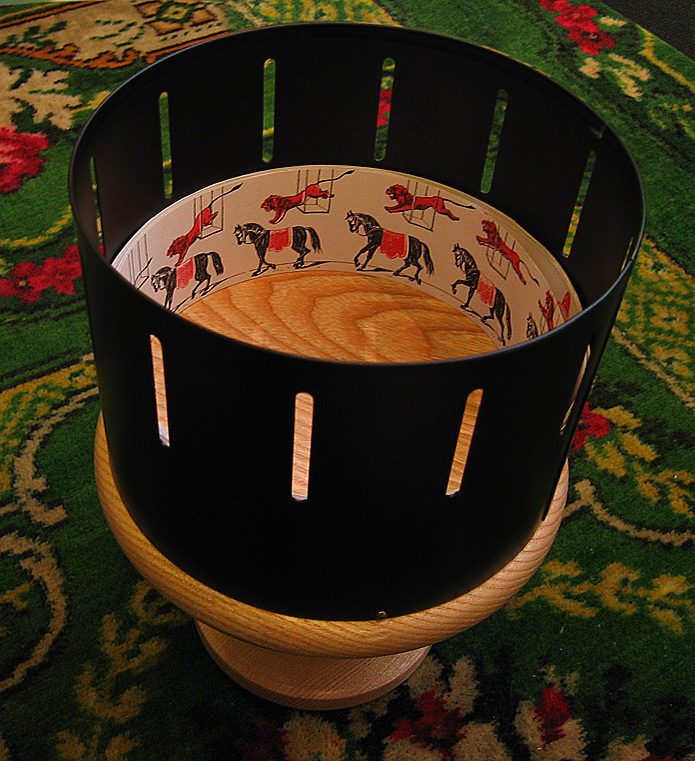
Moderna riproduzione di uno zootropio vittoriano

Lo zootropio è un dispositivo ottico per visualizzare immagini e disegni in movimento, inventato da William George Horner nel 1834.
Il termine zootropio deriva dall'unione dei termini greci zoe (ζωή - "vita") e tropos (τρόπος - "giro, volta"), con il significato approssimativo di "ruota della vita".

## Principio di funzionamento
Una serie di disegni riprodotta su una striscia di carta viene posta all'interno di un cilindro dotato di feritoie a intervalli regolari, una per ogni immagine, atte a visionare le immagini stesse. Grazie al principio del fenomeno phi, la rapida successione di immagini conferisce l'illusione di movimento.
Lo zootropio permette la visione collettiva delle stesse immagini in movimento, tuttavia le immagini visualizzate attraverso le feritoie, appaiono deformate, più sottili rispetto alla realtà. Questa deformazione ottica viene ovviata con l'introduzione del prassinoscopio.
Un'invenzione similare è il fenachistoscopio, che, a differenza dello zootropio, presenta un disco di cartoncino con le immagini disposte circolarmente. Il disco viene disposto sul fondo di un tamburo che, fatto ruotare su un perno, permette di vedere le immagini in movimento attraverso delle feritoie poste sul suo coperchio.

## Storia
Il primo elementare zootropio viene creato in Cina attorno al 180 d.C. dall'inventore Ting Huan (丁緩). Il dispositivo inventato da Ting Huan era appeso sopra una lampada e veniva chiamato "Il tubo che fa apparire le fantasie". L'aria calda ascendente, riscaldata dalla lampada, mette in movimento le palette nella parte superiore del dispositivo, facendolo così ruotare. Una rotazione alla velocità adeguata permette di conferire l'illusione di movimento.
Il moderno zootropio è stato inventato nel 1834 dal matematico britannico William George Horner. Venne inizialmente battezzato con il nome "Dedalo", popolarmente tradotto con "La ruota del Diavolo", ma oggi non si conosce l'etimologia del suo nome; è probabile un riferimento al mito di Dedalo.
Il dispositivo non divenne popolare fino agli anni sessanta del XIX secolo, quando il marchio venne registrato contemporaneamente in Inghilterra e negli Stati Uniti. Lo sviluppatore statunitense William F. Lincoln diede nome al giocattolo da lui inventato zoetrope, con il significato di "ruota della vita".
Quasi simultaneamente invenzioni similari vengono costruite indipendentemente in Belgio da Joseph Antoine Ferdinand Plateau (fenachistoscopio) e Austria da Simon von Stampfer (stroboscopio).